# سقوط ناگهانی
سقوط ناگهانی یا نزول ناگهانی (به انگلیسی: Nosedive)، نخستین قسمت از فصل سوم مجموعه آنتولوژی علمی‌تخیلی بریتانیایی آینه سیاه است. فیلم‌نامه این قسمت توسط مایکل شور و رشیدا جونز بر اساس داستانی از چارلی بروکر که خالق سریال آینه سیاه می‌باشد، به رشته تحریر درآمده و جو رایت وظیفه کارگردانی آن را برعهده داشته‌است. سقوط ناگهانی همچون دیگر اپیزودهای فصل سوم سریال در تاریخ ۲۱ اکتبر ۲۰۱۶ توسط نت‌فلیکس منتشر شد.
داستان این اپیزود در آینده‌ای نسبتاً نزدیک رقم می‌خورد، جایی که مردم می‌توانند با استفاده از موبایل خود از یک تا پنج ستاره به افراد مختلف، امتیاز بدهند. مجموع امتیاز هرکس بر وضعیت اجتماعی و اقتصادی او تأثیر دارد. برای مثال، فردی که میانگین امتیاز لازم را نداشته باشد، نمی‌تواند از امکاناتی همچون بستری در بیمارستان‌های مجهز استفاده کند. تمرکز داستان بر روی زن جوانی به‌نام لیسی است که میانگین نمره خوبی دارد و سعی دارد با رفتارهای معقول، این میانگین امتیاز را بالاتر نیز ببرد. در این بین، لیسی از طرف دوست دوران کودکی خود، نائومی به مراسم عروسی دعوت می‌شود. لیسی که از این اتفاق هیجان‌زده‌است که تصمیم به سفر می‌گیرد تا در مراسم عروسی دوستش شرکت کنند اما به مرور اتفاقاتی برایش رخ می‌دهد که همه چیز را از کنترل خارج می‌کند.
از آنجایی که حق سریال از فصل سوم به نت‌فلیکس واگذار شد، بروکر بودجه بسیار بیشتری در اختیار داشت تا بتواند با دست باز ایده‌های خود را عملی کند. بروکر یک طرح بر اساس ایده خود نوشت و سپس مایکل شور و رشیدا جونز استخدام شدند تا بر اساس آن فیلم‌نامه‌ای بنویسند. به خاطر مدت نسبتاً طولانی این قسمت، مراحل پیش تولید این اپیزود به اندازه یک فیلم سینمایی با بودجه کم به طول انجامید. بیشتر بخش‌های این اپیزود در آفریقای جنوبی جلوی دوربین رفت. سقوط ناگهانی نسبت به دیگر اپیزودهای سریال آینه سیاه، فضای کمدی‌تری دارد و پایان آن چندان تلخ و پیچیده نیست.
سقوط ناگهانی با واکنش‌های مثبتی از سوی منتقدان همراه شد و عمدتاً به عنوان یکی از بهترین اپیزودهای سریال آینه سیاه شناخته می‌شود. بازی برایس دالاس هاوارد، فضاسازی و موسیقی مکس ریشتر مورد تحسین و تمجید قرار گرفت. باوجود اینکه سریال از نظر ایده و داستان با استقبال همراه بود اما بسیاری از کارشناسان، نرم‌افزار مورد استفاده در این قسمت را به نرم‌افزار پیپل تشبیه کردند. بعد از پخش این اپیزود، اعلام شد که چین در حال ساخت یک سیستم است که به هر فرد بر اساس رفتارهای اجتماعی، یک میانگین نمره بدهد.